# Liste der olympischen Medaillengewinner aus Thailand
Das Olympic Committee of Thailand wurde 1948 gegründet und 1950 vom Internationalen Olympischen Komitee aufgenommen.

## Medaillenbilanz
Bislang konnten 36 Sportler aus Thailand 41 olympische Medaillen erringen (11 × Gold, 11 × Silber und 19 × Bronze).
| Thailand bei den Olympischen Sommerspielen                                         | Thailand bei den Olympischen Sommerspielen | Thailand bei den Olympischen Sommerspielen | Thailand bei den Olympischen Sommerspielen | Thailand bei den Olympischen Sommerspielen | Thailand bei den Olympischen Sommerspielen |      | Thailand bei den Olympischen Winterspielen | Thailand bei den Olympischen Winterspielen | Thailand bei den Olympischen Winterspielen | Thailand bei den Olympischen Winterspielen | Thailand bei den Olympischen Winterspielen | Thailand bei den Olympischen Winterspielen |
| Jahr                                                                               | Gold                                       | Silber                                     | Bronze                                     | Gesamt                                     | Rang                                       | Jahr | Gold                                       | Silber                                     | Bronze                                     | Gesamt                                     | Rang                                       |                                            |
| 1952                                                                               | 0                                          | 0                                          | 0                                          | 0                                          |                                            |      | 1952                                       | –                                          | –                                          | –                                          | –                                          | –                                          |
| 1956                                                                               | 0                                          | 0                                          | 0                                          | 0                                          |                                            |      | 1956                                       | –                                          | –                                          | –                                          | –                                          | –                                          |
| 1960                                                                               | 0                                          | 0                                          | 0                                          | 0                                          |                                            |      | 1960                                       | –                                          | –                                          | –                                          | –                                          | –                                          |
| 1964                                                                               | 0                                          | 0                                          | 0                                          | 0                                          |                                            |      | 1964                                       | –                                          | –                                          | –                                          | –                                          | –                                          |
| 1968                                                                               | 0                                          | 0                                          | 0                                          | 0                                          |                                            |      | 1968                                       | –                                          | –                                          | –                                          | –                                          | –                                          |
| 1972                                                                               | 0                                          | 0                                          | 0                                          | 0                                          |                                            |      | 1972                                       | –                                          | –                                          | –                                          | –                                          | –                                          |
| 1976                                                                               | 0                                          | 0                                          | 1                                          | 1                                          | 37                                         |      | 1976                                       | –                                          | –                                          | –                                          | –                                          | –                                          |
| 1980                                                                               | –                                          | –                                          | –                                          | –                                          | –                                          |      | 1980                                       | –                                          | –                                          | –                                          | –                                          | –                                          |
| 1984                                                                               | 0                                          | 1                                          | 0                                          | 1                                          | 33                                         |      | 1984                                       | –                                          | –                                          | –                                          | –                                          | –                                          |
| 1988                                                                               | 0                                          | 0                                          | 1                                          | 1                                          | 46                                         |      | 1988                                       | –                                          | –                                          | –                                          | –                                          | –                                          |
| 1992                                                                               | 0                                          | 0                                          | 1                                          | 1                                          | 54                                         |      | 1992                                       | –                                          | –                                          | –                                          | –                                          | –                                          |
| 1996                                                                               | 1                                          | 0                                          | 1                                          | 2                                          | 47                                         |      | 1994                                       | –                                          | –                                          | –                                          | –                                          | –                                          |
| 2000                                                                               | 1                                          | 0                                          | 2                                          | 3                                          | 46                                         |      | 1998                                       | –                                          | –                                          | –                                          | –                                          | –                                          |
| 2004                                                                               | 3                                          | 1                                          | 4                                          | 8                                          | 25                                         |      | 2002                                       | 0                                          | 0                                          | 0                                          | 0                                          |                                            |
| 2008                                                                               | 2                                          | 2                                          | 2                                          | 6                                          | 31                                         |      | 2006                                       | 0                                          | 0                                          | 0                                          | 0                                          |                                            |
| 2012                                                                               | 0                                          | 2                                          | 2                                          | 4                                          | 57                                         |      | 2010                                       | –                                          | –                                          | –                                          | –                                          | –                                          |
| 2016                                                                               | 2                                          | 2                                          | 2                                          | 6                                          | 35                                         |      | 2014                                       | 0                                          | 0                                          | 0                                          | 0                                          |                                            |
| 2020                                                                               | 1                                          | 0                                          | 1                                          | 2                                          | 59                                         |      | 2018                                       | 0                                          | 0                                          | 0                                          | 0                                          |                                            |
| 2024                                                                               | 1                                          | 3                                          | 2                                          | 6                                          | 44                                         |      | 2022                                       | 0                                          | 0                                          | 0                                          | 0                                          |                                            |
| Gesamt                                                                             | 11                                         | 11                                         | 19                                         | 41                                         |                                            |      | Gesamt                                     | 0                                          | 0                                          | 0                                          | 0                                          |                                            |
| \| \| Gold \| Silber \| Bronze \| Gesamt \| \| Ges. S+W \| 11 \| 11 \| 19 \| 41 \| |                                            |                                            |                                            |                                            |                                            |      |                                            |                                            |                                            |                                            |                                            |                                            |
|                                                                                    | Gold                                       | Silber                                     | Bronze                                     | Gesamt                                     |                                            |      |                                            |                                            |                                            |                                            |                                            |                                            |
| Ges. S+W                                                                           | 11                                         | 11                                         | 19                                         | 41                                         |                                            |      |                                            |                                            |                                            |                                            |                                            |                                            |

## Medaillengewinner
- Manus Boonjumnong – Boxen (1-1-0)
Athen 2004: Gold, Halbweltergewicht (bis 64 kg), Männer
Peking 2008: Silber, Halbweltergewicht (bis 64 kg), Männer
- Yaowapa Boorapolchai – Taekwondo (0-0-1)
Athen 2004: Bronze, Klasse bis 49 kg, Frauen
- Arkom Chenglai – Boxen (0-0-1)
Barcelona 1992: Bronze, Bantamgewicht (– 54 kg), Männer
- Rattikan Gulnoi – Gewichtheben (0-0-1)
London 2012: Silber, Klasse bis 58 kg, Frauen
- Tawin Hanprab – Taekwondo (0-1-0)
Rio de Janeiro 2016: Silber, Klasse bis 58 kg, Männer
- Prapawadee Jaroenrattanatarakoon – Gewichtheben (1-0-0)
Peking 2008: Gold, Klasse bis 58 kg, Frauen
- Somjit Jongjohor – Boxen (1-0-0)
Peking 2008: Gold, Fliegengewicht (bis 51 kg), Männer
- Wandee Kameaim – Gewichtheben (0-0-2)
Athen 2004: Bronze, Klasse bis 58 kg, Frauen
Peking 2008: Bronze, Klasse bis 58 kg, Frauen
- Somluck Kamsing – Boxen (1-0-0)
Atlanta 1996: Gold, Federgewicht (– 57 kg), Männer
- Vichai Khadpo – Boxen (0-0-1)
Atlanta 1996: Bronze, Bantamgewicht (– 54 kg), Männer
- Surodchana Khambao – Gewichtheben (0-0-1)
Paris 2024: Bronze, Klasse bis 49 kg, Frauen
- Sinphet Kruaithong – Gewichtheben (0-0-1)
Rio de Janeiro 2016: Bronze, Klasse bis 56 kg, Männer
- Pensiri Laosirikul – Gewichtheben (0-0-1)
Peking 2008: Bronze, Klasse bis 48 kg, Frauen
- Phajol Moolsan – Boxen (0-0-1)
Seoul 1988: Bronze, Bantamgewicht (– 54 kg), Männer
- Worapoj Petchkoom – Boxen (0-1-0)
Athen 2004: Silber, Bantamgewicht (bis 54 kg), Männer
- Udomporn Polsak – Gewichtheben (1-0-0)
Athen 2004: Gold, Klasse bis 53 kg, Frauen
- Kaew Pongprayoon – Boxen (0-1-0)
London 2012: Silber, Halbfliegengewicht (– 49 kg), Männer
- Wijan Ponlid – Boxen (1-0-0)
Sydney 2000: Gold, Fliegengewicht (– 51 kg), Männer
- Phayao Phoontharat – Boxen (0-0-1)
Montreal 1976: Bronze, Papiergewicht (– 48 kg), Männer
- Suriya Prasathinphimai – Boxen (0-0-1)
Athen 2004: Bronze, Mittelgewicht (bis 75 kg), Männer
- Buttree Puedpong – Taekwondo (0-1-0)
Peking 2008: Silber, Klasse unter 49 kg, Frauen
- Sudaporn Seesondee – Boxen (0-0-1)
Tokio 2020: Bronze, Leichtgewicht (– 60 kg), Frauen
- Theerapong Silachai – Gewichtheben (0-1-0)
Paris 2024: Silber, Klasse bis 61 kg, Männer
- Pimsiri Sirikaew – Gewichtheben (0-2-0)
London 2012: Silber, Klasse unter 58 kg, Frauen
Rio de Janeiro 2016: Silber, Klasse bis 58 kg, Frauen
- Chanatip Sonkham – Taekwondo (0-0-1)
London 2012: Bronze, Klasse unter 49 kg, Frauen
- Sukanya Srisurat – Gewichtheben (1-0-0)
Rio de Janeiro 2016: Gold, Klasse bis 58 kg, Frauen
- Khassaraporn Suta – Gewichtheben (0-0-1)
Sydney 2000: Bronze, Klasse bis 58 kg, Frauen
- Janjaem Suwannapheng – Boxen (0-0-1)
Paris 2024: Bronze, Weltergewicht (– 66 kg), Frauen
- Sopita Tanasan – Gewichtheben (1-0-0)
Rio de Janeiro 2016: Gold, Klasse bis 48 kg, Frauen
- Pornchai Thongburan – Boxen (0-0-1)
Sydney 2000: Bronze, Leichtmittelgewicht (– 71 kg), Männer
- Pawina Thongsuk – Gewichtheben (1-0-0)
Athen 2004: Gold, Klasse bis 75 kg, Frauen
- Dhawee Umponmaha – Boxen (0-1-0)
Los Angeles 1984: Silber, Leichtweltergewicht(– 63,5 kg), Männer
- Weeraphon Wichuma – Gewichtheben (0-1-0)
Paris 2024: Silber, Klasse bis 73 kg, Männer
- Aree Wiratthaworn – Gewichtheben (0-0-1)
Athen 2004: Bronze, Klasse bis 48 kg, Frauen
- Kunlavut Vitidsarn – Badminton (0-1-0)
Paris 2024: Silber, Einzel kg, Männer
- Panipak Wongpattanakit – Taekwondo (2-0-1)
Rio de Janeiro 2016: Bronze, Klasse bis 49 kg, Frauen
Tokio 2020: Gold, Klasse bis 49 kg, Frauen
Paris 2024: Gold, Klasse bis 49 kg, Frauen